# Пастушок реюньйонський
Пастушок реюньйонський (Dryolimnas augusti) — вимерлий вид журавлеподібних птахів родини пастушкових (Rallidae). Птах був ендеміком острова Реюньйон в Індійському океані.

## Відкриття
Субфосильні рештки реюньйонського пастушка були знайдені в 1996 році в Каверн-де-ла-Тортю на острові Реюньйон і науково описані в 1999 році. Матеріал включав два повних передплюсни, п'ять хребців, одну крижову кістку, один коракоїд, дві плечові кістки, одну ліктьову кістку, три стегнової кістки, десять фаланг стопи та один фрагмент лівої нижньої щелепи.

## Назва
Наукова назва вшановує французького поета Огюста де Вілеля (1858-1943), чий інтерес до історії Реюньйону та гостинність дозволили численним натуралістам відкрити та дослідити печери Реюньйону.

## Історичні відомості
Історично існує один звіт, який може стосуватися цього виду. У 1674 році сір Дюбуа згадав про пастушка у своїй доповіді «Подорожі, здійснені sievr DB до островів Дофіне або Мадагаскар, і Бурбон, або Маскаренн, у 1669, 70, 71 та 72 роках». Птаха він назвав «Râle des Bois» (перекладається як дерев'яний пастушок). Цей вид не слід плутати з реюньйонською султанкою, яка у тому ж звіті згадувався як «Oiseau Bleu». Реюньйонський пастушок, ймовірно, не літав, оскільки пропорції кісток крил порівняно з кістками ніг подібні до пропорцій пастушка з Альдабри, який також не літав.
Оскільки розповідь Дюбуа є єдиною історичною згадкою про пастушка реюньйонського, можливо, вид вимер наприкінці 17 століття.